# Aparallactus nigriceps
Aparallactus nigriceps (Peters, 1854) è un serpente appartenente alla famiglia Lamprophiidae, endemico del Mozambico.